# Euglenaceae
Euglenaceae is een familie in de taxonomische indeling van de Euglenozoa. Deze micro-organismen zijn eencellig.